# 1月19日
1月19日是阳历（平年）年的第19天，离一年的结束还有346天（闰年是347天）。

## 大事记

### 19世紀以前
- 1419年：百年戰爭：英格蘭國王亨利五世的軍隊在魯昂戰役中擊敗法國軍隊，佔領諾曼第首府盧昂。
- 1431年：郑和第七次（也是最后一次）下西洋。
- 1607年：位於菲律賓馬尼拉的聖奧斯定堂正式落成，為菲律賓現存最古老的建築。
- 1746年：英國國會決議撤銷激進主義議員約翰·威爾克斯的職務，並宣布其犯下煽動性誹謗罪。
- 1795年：隨著荷蘭共和國執政威廉五世流亡英國，法蘭西共和國協助建立巴達維亞共和國。

### 19世紀
- 1806年：英國軍隊佔領好望角。
- 1817年：何塞·德·圣马丁解放原本作为西班牙美洲殖民地的阿根廷、智利和秘鲁等地。
- 1839年：英國皇家海軍陸戰隊為了保護不列顛東印度公司航道而佔領亞丁，之後亞丁長期接受英國統治。
- 1853年：意大利作曲家朱塞佩·威尔第的歌剧《吟游诗人》在阿波罗歌剧院首次演出。
- 1883年：美國發明家湯瑪斯·愛迪生在紐澤西州設置第一座使用露天電線供電的白熾燈照明系統。
- 1895年：日军在山东成山头登陆。

### 20世紀
- 1920年：美国参议院否決加入國際聯盟。
- 1941年：英國軍隊攻擊義大利屬地厄立特里亚。
- 1942年：日軍入侵緬甸。
- 1949年：古巴承認以色列。
- 1966年：英迪拉·甘地就任印度总理，成为印度历史上第一位女总理。
- 1974年：中国人民解放军海军和越南共和国海军在西沙群岛爆发西沙之战，中国取得对整个西沙群岛的控制权。
- 1977年：美國佛罗里达州迈阿密有史以來第一次也是唯一的一次下雪，在巴哈马也同時下雪。
- 1977年：美國總統傑拉德·福特特赦暱稱「東京玫瑰」的播音員戶栗郁子，並恢復其美國國籍。
- 1979年：「匯豐號」貨輪運載越南船民抵達香港。
- 1983年：納粹德國親衛隊領袖克勞斯·巴比在玻利維亞遭到逮捕，並引渡至法國接受審判。
- 1983年：蘋果公司推出Apple Lisa電腦，為全球第一款採用圖形用戶介面的商品化個人電腦。
- 1995年：布里斯托航空56C號班機事故。

### 21世紀
- 2003年：“世界文化遗产”武当山古建筑群重要组成部分之一的遇真宫主殿突发大火，最有价值的主殿化为灰烬。
- 2004年：日本自卫队开始驻扎伊拉克。
- 2005年：韩国汉城市市长李明博在汉城市宣布把汉城市的中文名称改为“首尔”，“汉城”一词不再使用。
- 2006年：美国太空探测器新视野号发射升空，为首艘研究冥王星及其卫星的探测器。
- 2012年：美国柯达公司正式向美国政府申请破产保护。
- 2025年：韓國首爾西部地方法院對尹錫悅正式發出逮捕令，導致該法院被尹錫悅支持者圍攻。

## 出生
- 1200年：道元，日本禪師（1253年逝世）
- 1544年：弗朗索瓦二世，法國國王（1560年逝世）
- 1655年：纳兰性德，清代词人（1685年逝世）
- 1686年：白隱慧鶴，日本江戶時代臨濟宗著名禪師（1769年逝世）
- 1736年：詹姆斯·瓦特，英国科学家（1819年逝世）
- 1747年：約翰·波德，德國天文學家（1826年逝世）
- 1770年：王得祿，清治時期著名將領（1841年逝世）
- 1807年：羅伯特·李，美國將領、教育家，美利堅邦聯軍隊總司令（1870年逝世）
- 1808年：萊桑德·斯波納，美國個人無政府主義者（1887年逝世）
- 1809年：爱伦·坡，美国作家（1849年逝世）
- 1851年：雅各布斯·卡普坦，荷兰天文学家（1922年逝世）
- 1851年：大衛·斯塔爾·喬丹，美國魚類學家（1931年逝世）
- 1872年：上野英三郎，日本農業學家（1925年逝世）
- 1874年：常陸山谷右衛門，日本相撲力士，第19代橫綱（1922年逝世）
- 1876年：若島權四郎，日本相撲力士，第21代橫綱（1943年逝世）
- 1878年：赫伯特·查普曼，英格蘭職業足球運動員、總教練（1934年逝世）
- 1879年：圭多·富比尼，義大利數學家（1943年逝世）
- 1889年：索菲·托伊伯-阿爾普，瑞士藝術家、繪畫工作者、雕塑工作者、舞蹈工作者（1943年逝世）
- 1905年：張秀哲，臺灣文學家、翻譯家、企業家（1982年逝世）
- 1909年：詹·孔諾雍，泰國八戒女（2000年逝世）
- 1912年：列昂尼德·坎托羅維奇，蘇聯經濟學家、數學家，1975年諾貝爾經濟學獎得主（1986年逝世）
- 1919年：戴乃迭，英國翻譯家（1999年逝世）
- 1923年：羅弼時，英國殖民地官員、法官，香港首席按察司（2013年逝世）
- 1927年：盧燕，中國女演員
- 1930年：蒂比·海德倫，美國女演員
- 1932年：羅拉多·谷貝拉·謝卡德斯，古巴政治人物（2022年逝世）
- 1936年：拉多萬·拉多維奇，塞爾維亞男子籃球運動員（2022年逝世）
- 1937年：貝爾吉塔公主，瑞典公主（2024年逝世）
- 1937年：約瑟夫·奈伊，美國政治學家（2025年逝世）
- 1939年：莫瑞·博克萊爾，英國貴族，第十四代聖奧爾本斯公爵
- 1943年：珍妮絲·賈普林，美國女歌手、音樂家、畫家、舞者（1970年逝世）
- 1943年：瑪格麗特·弗朗西斯卡，荷蘭公主
- 1945年：大衛·馬爾，英國神經科學家、心理學家（1980年逝世）
- 1945年：瓦季姆·阿布德拉希托夫，俄羅斯電影導演（2023年逝世）
- 1946年：桃莉·巴頓，美國歌手、詞曲作者、女演員、商人、慈善家
- 1949年：丹尼斯·泰勒，英國職業司諾克選手
- 1954年：松任谷由實，日本歌手
- 1954年：凱蒂·薩加爾，美國女演員
- 1954年：辛蒂·雪曼，美國女攝影師、行為藝術家
- 1956年：薰妮，香港女歌手、演員
- 1957年：柴門文，日本漫畫家
- 1959年：胡克定，英國外交官
- 1961年：林芳正，日本政治人物，現任內閣官房長官
- 1963年：松重豐，日本男演員
- 1964年：呂方，香港歌手
- 1965年：裘海正，台灣歌手
- 1965年：相澤正輝，日本男性聲優
- 1965年：J·B·普里茨克，美國商人、政治人物，現任伊利諾州州長
- 1966年：安東尼·法奎，美國電影導演
- 1966年：斯特凡·埃德贝里，瑞典網球運動員
- 1973年：王軍霞，中國男子田徑運動員
- 1973年：湊佳苗，日本小說家
- 1977年：羅伯·德萊尼，美國男演員
- 1979年：石康鈞，新加坡歌手
- 1979年：斯维特兰娜·霍尔金娜，俄罗斯体操運動員
- 1980年：蔡贇，中國羽毛球運動員
- 1980年：KOTOKO，日本歌手
- 1981年：金剛，香港、台灣演員
- 1982年：張韶涵，台灣歌手
- 1983年：黃美珍，台灣歌手
- 1983年：宇多田光，日本歌手
- 1983年：R·J·斯卡林吉，美國企業家、工程師，Rivian創始人兼執行長
- 1985年：石川梨華，日本歌手
- 1985年：達米恩·查澤雷，美國編劇、電影導演
- 1985年：费鲁兹米斯南，马来西亚歌手，因模仿比·南利而闻名（2023年逝世）
- 1985年：奧莉加·卡尼斯金娜，俄羅斯女子田徑運動員
- 1986年：牧野由依，日本女性聲優
- 1986年：克勞迪奧·馬爾基西奧，義大利足球員
- 1987年：金子有希，日本女性聲優
- 1987年：斯琴高丽，中國蒙古族華語女歌手
- 1988年：山本裕典，日本男演員
- 1988年：贾维尔·麦基，美國NBA籃球員
- 1989年：何雯娜，中國女子蹦床運動員
- 1989年：阮健文，香港足球運動員
- 1991年：黃寅燁，韓國演員、模特兒
- 1992年：莎恩·莊遜，美國女子體操運動員
- 1992年：羅根·勒曼，美國男演員
- 1993年：张彬彬，中國演員
- 1993年：永野愛理，日本女性聲優
- 1993年：久野美咲，日本女性聲優
- 1993年：金澤舞，日本女性聲優
- 1993年：金慧林，韓國女子偶像團體Hello Venus成員
- 1995年：黎厚希，香港足球運動員
- 1996年：胡亞丹，中國女子跳水運動員
- 1999年：曹家齊，臺灣男子偶像團體FEniX成員
- 2000年：崔多彬，韓國女子花樣滑冰運動員
- 2001年：陈昕葳，台灣女藝人
- 2004年：黑见明香，日本女子偶像團體乃木坂46新四期生
- 2004年：伊勢鈴蘭，日本女子偶像團體ANGERME成員

## 逝世
- 1202年：藤原多子，日本太皇太后（1140年出生）
- 1524年：沙萊，義大利藝術家（1480年出生）
- 1629年：阿拔斯一世，伊朗沙阿（1571年出生）
- 1755年：讓-皮埃爾·克里斯汀，法國物理學家、數學家、天文學家、音樂家（1683年出生）
- 1822年：詹姆斯·加勒德，美國農民、政治家，第2任肯塔基州州長（1749年出生）
- 1851年：埃斯特萬·埃切維里亞，阿根廷小說家、詩人（1805年出生）
- 1878年：亨利·维克托·勒尼奥，法國化学家、热力学家（1810年出生）
- 1899年：勝海舟，日本政治家（1823年出生）
- 1928年：埃德加·拉文斯伍德·韋特，澳大利亞動物學家、魚類學家、兩棲爬蟲動物學家、鳥類學家（1866年出生）
- 1929年：梁启超，中国近代著名政治家、思想家（1873年出生）
- 1930年：弗蘭克·普倫普頓·拉姆齊，英國數學家、哲學家、經濟學家（1903年出生）
- 1939年：何育杰，中国著名物理学家（1882年出生）
- 1949年：亞歷山大·绥拉菲莫维奇，俄国作家（1863年出生）
- 1980年：威廉·奥维尔·道格拉斯，曾担任美国最高法院大法官一职长达36年又209天，是历史上任职时间最长的大法官。
- 1983年：漢姆，第一隻登上太空的黑猩猩（1957年出生）
- 2000年：海蒂·拉瑪，美國女演員、發明家，展頻技術的共同發明人（1914年出生）
- 2006年：李立，貴州省前省長（1908年出生）
- 2006年：威爾遜·皮克特（英语：Wilson Pickett），美國黑人爵士靈歌歌手（1941年出生）
- 2006年：安東尼·弗朗西奧薩（英语：Anthony Franciosa），好萊塢演員（1928年出生）
- 2013年：大鵬幸喜，日本相撲力士，第48代橫綱（1940年出生）
- 2017年：拉娃·布拉茲，巴西女歌手、詞曲作家，《黏巴達（英语：Lambada (song)）》主唱之一[1]（1953年出生）
- 2022年：加斯帕德·尤利尔，法国男演员（1984年出生）
- 2023年：潘金培，中國水生生物學家（1935年出生）
- 2023年：尹靜姬，韓國女演員（1944年出生）

## 节假日和习俗
- 中華民國：消防節